# Exposition (ethnologie)
Pour les articles homonymes, voir Exposition.

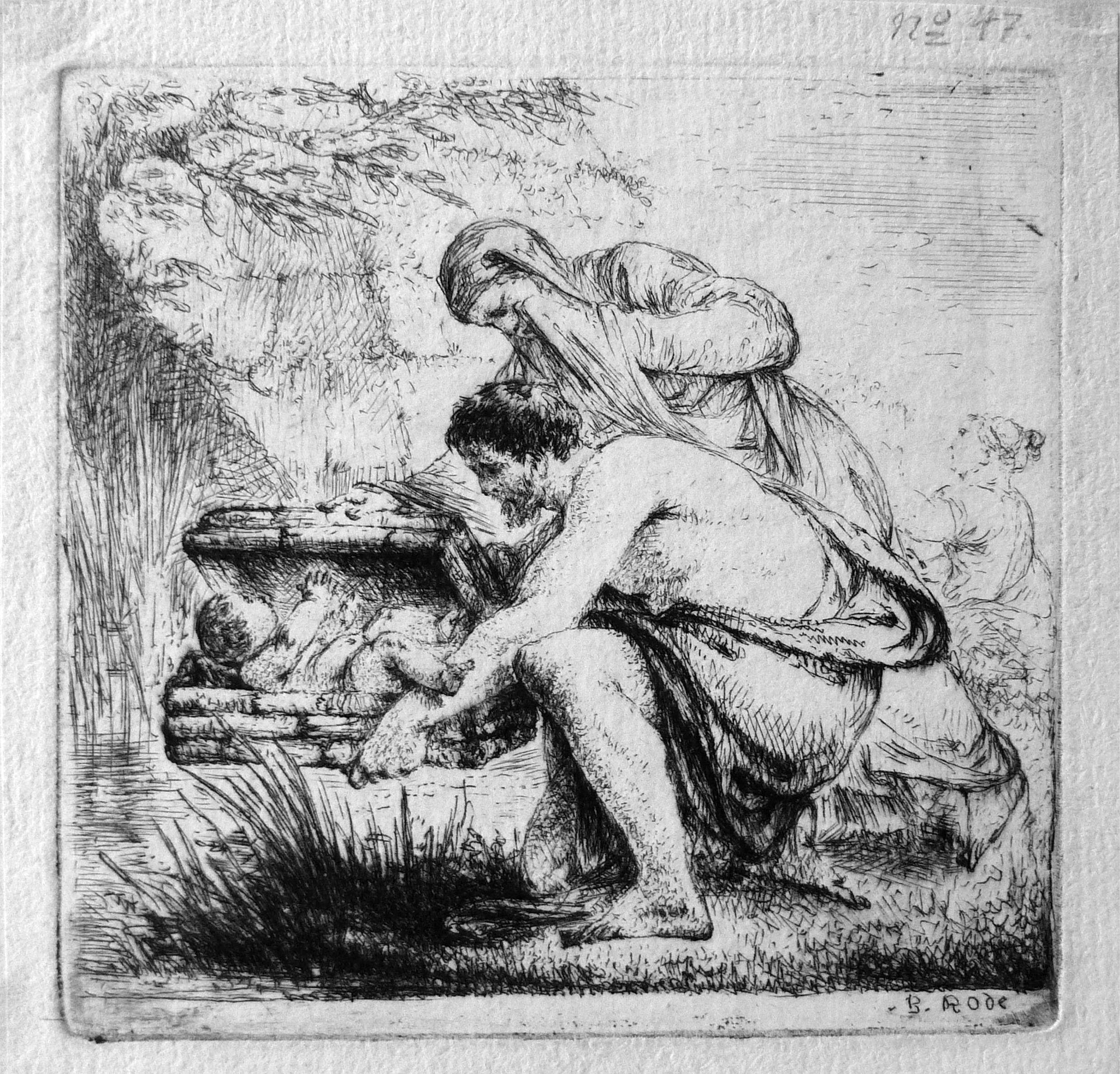
Abandon de Moïse, partit sur le Nil dans un panier de roseaux. Gravure de Bernhard Rode, ca. 1775.

L’exposition est l'abandon d'un nouveau-né, dans un endroit où il pourra être recueilli ou à la merci des forces naturelles : froid ou soleil, cours d'eau, animaux sauvages.
Dans le second cas et selon les cultures, il arrive que le nouveau-né soit récupéré s’il survit un certain temps. Le sacrifice évolue dans ce cas vers une ordalie, la survie étant le signe d’une pureté, alors que la mort est la confirmation d’une faute (le plus souvent de la mère).[réf. nécessaire]
Dans l'Antiquité, sont exposés les enfants qui apparaissent les plus fragiles, ce qui est une forme d'eugénisme, ou bien les enfants non désirés ou les enfants d'esclaves, ce qui constitue une forme archaïque de contrôle des naissances. C'est notamment le cas dans la société grecque antique, ce qui participe dans certaines cités, notamment Athènes ou Milet, à la création d'un déficit démographique de femmes. Toutefois, ces disparités démographiques restent difficiles à observer, faute de sources suffisantes dans l’ensemble de l’espace grec.
Il arrive également que le nouveau-né soit récupéré par un individu charitable de la communauté ou une institution charitable prévue ou non à cet effet. Mais le plus souvent les enfants exposés survivants sont réduits en esclavage. À Rome, les cas d'enfants exposés— uniquement sur décision du pater, mais applicable à titre posthume — puis recueillis sont assez nombreux pour que la loi prévoit qu'il en soit fait mention dans les inscriptions ; il est toutefois interdit dans ce cas de les adopter, contrairement à ce qui est pratiqué en Égypte.
Le passage heureux par un risque d'exposition est un signe de bon augure. De nombreux héros sont issus d’une exposition, les plus célèbres étant Moïse, Romulus et Rémus, Œdipe, Pâris ou encore Daphnis et Chloé, héros du roman de Longus.

## La pratique de l'exposition des enfants handicapés
Dans la Grèce antique le handicap repose sur des particularités physiques ou mentales. Les Grecs perçoivent le handicap d'un nouveau-né relevant d’une punition élective divine, une malédiction qui peut toucher l’ensemble des acteurs et l’organisation de la cité. Ainsi, les enfants porteurs de handicap sont eux aussi exposés et soumis à ce processus d’exclusion de la vie civile, politique et religieuse de la cité. Ces derniers sont laissés seuls et meurent dans l’indifférence. Principalement, c’est le père, qui prend la décision d'exposer le nouveau-né. Néanmoins, cette posture du père ne s’applique pas à toutes les cités du monde grec. À titre d’exemple, l’exposition à Sparte est décidée par le conseil des Anciens. Ces derniers statuent sur le sort de l’enfant auprès des sages femmes. Le nouveau-né en situation de handicap est vu comme un fardeau économique par sa famille. Du point de vue de la cité celui-ci de par sa condition n’est pas en mesure de contribuer positivement à la vie sociale dans la cité.
À Rome, l'exposition n'est pas envisagée : selon Aline Rousselle, « les sages-femmes les supprim[e]nt avant même l'acceptation du père ».

### Des exemples d'exceptions
Dans le cours de l’histoire du monde grec certaines trajectoires de personnages en situation de handicap échappent à cette invisibilité via cette pratique de l’exposition. Par exemple, Agésilas II, roi de Sparte entre – 398 et - 360 souffre de claudication sans doute depuis sa naissance. Celui-ci a été intégré socialement au processus éducatif et civique spartiate. Il participe aux combats militaires. De fait, son courage et sa bravoure viennent prendre le pas sur son handicap dans l’esprit des habitants de Sparte. Son handicap est toléré puisqu’Agésilas II a prouvé sa valeur aux yeux de la cité. Son accession au pouvoir en –398 démontre que des exceptions existent dans le monde grec.
Philippe Arrhidée, est lui aussi un exemple d’individu en situation de handicap non soumis à la pratique de l’exposition. Celui-ci sans doute épileptique et jugé inapte à gouverner va pourtant connaitre une tout autre trajectoire. Effectivement, à la mort d’Alexandre le Grand en –323 Philippe Arrhidée soutenu par l’armée macédonienne est reconnu comme successeur légitime d’Alexandre le Grand. Il prit alors le titre de Philippe III lors des accords de Babylone. Dans cet exemple, son handicap est supplanté à sa légitimité politique en raison de sa filiation dynastique avec son père Philippe II de Macédoine aux yeux de l’assemblée des Macédoniens.  